# Mars Observer
| Dibujo artístico de la sonda | |
|                              | |
| Datos de la misión           | |
| Nombre:                      | Mars Observer                                                                                      |
| Organización:                | NASA                                                                                               |
| Constructor:                 | Malin Space Science Systems                                                                        |
| Coste:                       | entre 813 y 980 millones de $                                                                      |
| Cohete lanzador:             | Titan 34D                                                                                          |
| Tipo de misión:              | Orbitador                                                                                          |
| Masa:                        | 2573 kg (1018 kg sin combustible)                                                                  |
| Lanzamiento:                 | 25 de septiembre de 1992 00:35 UTC Cabo Cañaveral LC40 28°33′43″N 80°34′38″O / 28.56194, -80.57722 |
| Último contacto:             | 22 de agosto de 1993                                                                               |
| Llegada a Marte:             | (prevista) 25 de agosto                                                                            |

La Mars Observer fue una sonda lanzada el 25 de septiembre de 1992 por los Estados Unidos a estudiar el planeta Marte. Se trató de la primera misión marciana de la NASA tras el lanzamiento de las Viking en 1975-76.
Debía haber permanecido en órbita durante un año marciano para estudiar el planeta. Sin embargo, se perdió contacto con la sonda tres días antes de entrar en órbita de Marte.

## Objetivos
Los objetivos básicos de la sonda eran:
1. Determinar la composición mineralógica de la superficie de Marte.
2. Definir la topografía y campo gravitatorio del planeta.
3. Establecer la naturaleza del campo magnético marciano.
4. Determinar la distribución espacial y temporal de los elementos volátiles y el polvo en la atmósfera, así como sus fuentes y sumideros.
5. Explorar la estructura y circulación de la atmósfera planetaria.
6. Servir como relé de comunicaciones para el globo franco-ruso de la misión Mars 94 (rebautizada después como Mars 96).

## Diseño

### Diseño básico
La Mars Observer debía haber sido la primera de una nueva clase de sondas llamadas genéricamente Planetary Observer. Además de la Mars Observer se propuso el lanzamiento de la Lunar Observer y la Mercury Observer. Los asteroides cercanos a la Tierra entraban en la lista de posibles objetivos.

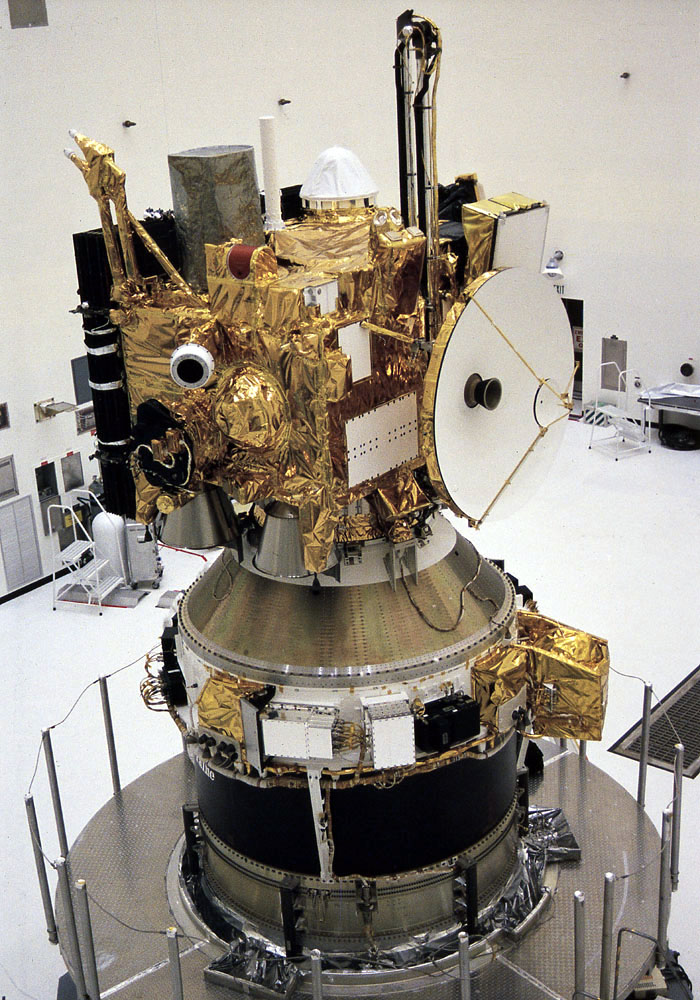
Preparativos para el lanzamiento de la Mars Observer.

Los principales elementos de la sonda eran:
1. Cuerpo principal (bus): tanto el bus como la electrónica de la sonda se basó en satélites terrestres como los Satcom y los DMSP/TIROS. El bus era poliédrico y medía 2,1 * 1,5 * 1,1 metros.
2. Pértigas: llevaba dos pértigas para ubicar el magnetómetro y el espectómetro de rayos gamma. Durante el tránsito Tierra-Marte estas pértigas se mantuvieron sólo parcialmente desplegadas. Una vez desplegadas medían 6 metros cada una.
3. Estabilización: se conseguía en los 3 ejes, mediante cuatro volantes de reacción.
4. Orientación: se conseguía mediante un sensor de horizonte, un rastreador de estrellas, giroscopios, acelerómetros y diversos sensores del Sol.
5. Comunicaciones: la sonda se comunicaba con tierra utilizando una antena de 1,5 metros de diámetro ubicada en el extremo de un mástil de 5,5 y que no se desplegaba hasta que no se hubiese llegado a Marte.
6. Energía: la energía se conseguía mediante paneles solares, que proporcionaban un potencia de entre 1.100 y 1.500 vatios. Durante la fase de crucero había desplegados sólo cuatro, al llegar a Marte se desplegarían otros dos. En total, los seis medían 7 * 3,7 metros. Para abastecerse en los períodos en los que se sumergía en la sombra del planeta, llevaba dos baterías de níquel-cadmio, cada una con capacidad de 43 amperios/hora.
7. Motores: tanto los principales como los de posición utilizaban monometilhidracina como combustible y tetróxido de nitrógeno como comburente. Los tanques estaban presurizados con helio.

### Instrumental científico
La sonda contaba con el siguiente instrumental científico a bordo:
1. Espectrómetro de rayos gamma (GRS): diseñado para determinar la abundancia de elementos químicos en la superficie de Marte.
2. Espectrómetro de emisión termal (TES): escogido para mapear el contenido mineral de las rocas, hielos y nubes.
3. Cámara (MOC): constaba en realidad de dos cámaras. Una era de baja resolución, para estudiar el clima, y la otra era de alta resolución, para estudiar áreas selectas del planeta.
4. Altímetro láser: embarcado para determinar el relieve superficial.
5. Radiómetro infrarrojo de modulación por presión (PMIRR): diseñado para medir las características del polvo y condensaciones en la atmósfera.
6. Experimento de radio: empleo del transmisor-receptor de la sonda para investigar cómo las ondas de radio atravesaban la atmósfera y para determinar el campo gravitatorio.
7. Magnetómetro y reflector de electrones: diseñado para determinar la naturaleza del campo magnético marciano y su interacción con el viento solar.

## Desarrollo de la misión

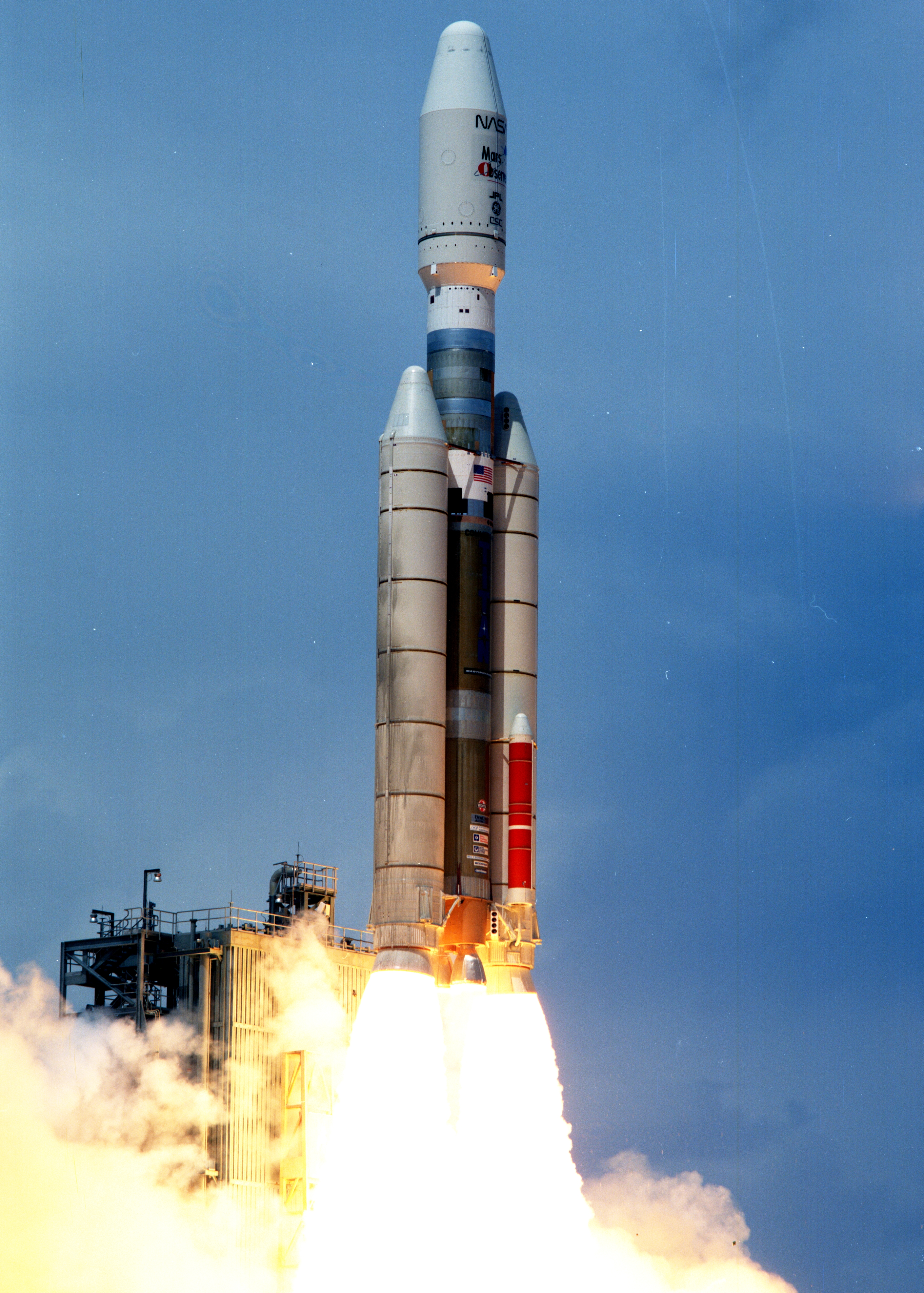
Lanzamiento del Titan 3 Mars Observer (25 de septiembre de 1992)

### Lanzamiento y fase de crucero
La sonda se lanzó sin incidentes el 25 de septiembre de 1992 mediante un cohete Titan 34D desde Cabo Cañaveral (Florida). Durante la fase de crucero la misión se desarrolló con normalidad, aprovechándose para calibrar la sonda y su instrumental.

### Pérdida
El 21 de agosto de 1993, tres días antes de que se realizara la maniobra de inserción orbital en torno a Marte, se ordenó a la sonda que presurizara sus tanques de combustible. Tras ello, debía ponerse en contacto con la Tierra. Sin embargo nunca se recibió de nuevo señal de la sonda.

## Investigación posterior
Se creó el Coffey Board para determinar las causas de la pérdida de la sonda. Debido a que ningún dato transmitido previamente por la sonda hacía sospechar la existencia de un problema y que la comunicación nunca se restableció, no se pudo determinar la causa con total exactitud, aunque se llegó a determinar cuál era el motivo más probable.
Se comprobó que una válvula de combustible que llevaba la Mars Observer había sido adoptada de satélites en órbita terrestre. Sin embargo en estos satélites la presurización de los tanques de combustible se realiza poco después del lanzamiento y no meses después (como se intentó hacer con la Mars Observer). Se considera que la válvula habría fallado y se habría producido una fuga de combustible (hidracina) y presurizante helio. Esto habría llevado a una serie de problemas, todos ellos potencialmente fatales:
1. La hidracina utilizada como combustible es altamente corrosiva, por lo que una fuga de esta habría dañado fatalmente los equipos.
2. La fuga habría hecho girar a la sonda de forma incontrolada, lo que habría desorientado la antena respecto a la Tierra, imposibilitando restablecer la comunicación.
3. El giro, además, habría desorientado los paneles solares respecto al Sol, por lo que la sonda no habría tardado en quedarse sin energía.

Otras posibles fuentes del error fueron:
1. Pérdida de energía eléctrica por cortocircuito.
2. Sobrepresurización del tanque de combustible por fallo del regulador, con la consiguiente rotura.
3. Eyección accidental de un iniciador pirotécnico en el interior de algún elemento de la sonda.

Además se identificaron otros dos posibles escenarios:
1. Fallo de la computadora de a bordo, así como de su reserva.
2. Fallo del transmisor principal y el de reserva.

El Jet Propulsion Laboratory de la NASA, aunque concordó básicamente con las conclusiones de la Comisión Coffey, apuntó también a que el fallo de una válvula podría haber permitido al oxidante haberse introducido en el depósito del combustible, produciéndose una explosión.

## Consecuencias
El fracaso de la Mars Observer marcó el final de una etapa en la que la NASA lanzaba pocas sondas pero de alta calidad y elevado presupuesto. En adelante la política a seguir sería la de faster, cheaper, better (más rápido, más barato y mejor).
Los instrumentos de reserva de la Mars Observer terminarían volando en otras misiones de la NASA como la Mars Global Surveyor, la Mars Odyssey y la Mars Reconnaissance Orbiter.